# 斯闊谷 (加利福尼亞州弗雷斯諾縣)
斯闊谷（英語：Squaw Valley）是位於美國加利福尼亞州弗雷斯諾縣的一個人口普查指定地區。

## 地理
斯闊谷的座標為36°44′25″N 119°14′48″W / 36.74028°N 119.24667°W，而該地最高點為海拔高度497米（即1631英尺）。

## 人口
根據2010年美國人口普查的數據，斯闊谷的面積為146.618平方千米，當中陸地面積為146.487平方千米，而水域面積為0.131平方千米。當地共有人口3162人，而人口密度為每平方千米21人。